# Johannes Schweiggl
Johannes Schweiggl (ur. 14 września 1987) – włoski kolarz górski, srebrny medalista mistrzostw świata.

## Kariera
Pierwszy sukces w karierze Johannes Schweiggl osiągnął w 2005 roku, kiedy reprezentacja Włoch w składzie: Marco Bui, Tony Longo, Eva Lechner i Johannes Schweiggl zdobyła srebrny medal w sztafecie cross-country podczas mistrzostw świata w Livigno. W tym samym roku i tym samym składzie Włosi zdobyli także złoty medal na mistrzostwach Europy w Kluisbergen. W 2005 roku Schweiggl został ponadto mistrzem kraju w cross-country w kategorii juniorów. Nigdy nie startował igrzyskach olimpijskich.